# Xanthorhoe sodaliata
Xanthorhoe sodaliata là một loài bướm đêm trong họ Geometridae.